# Cassata

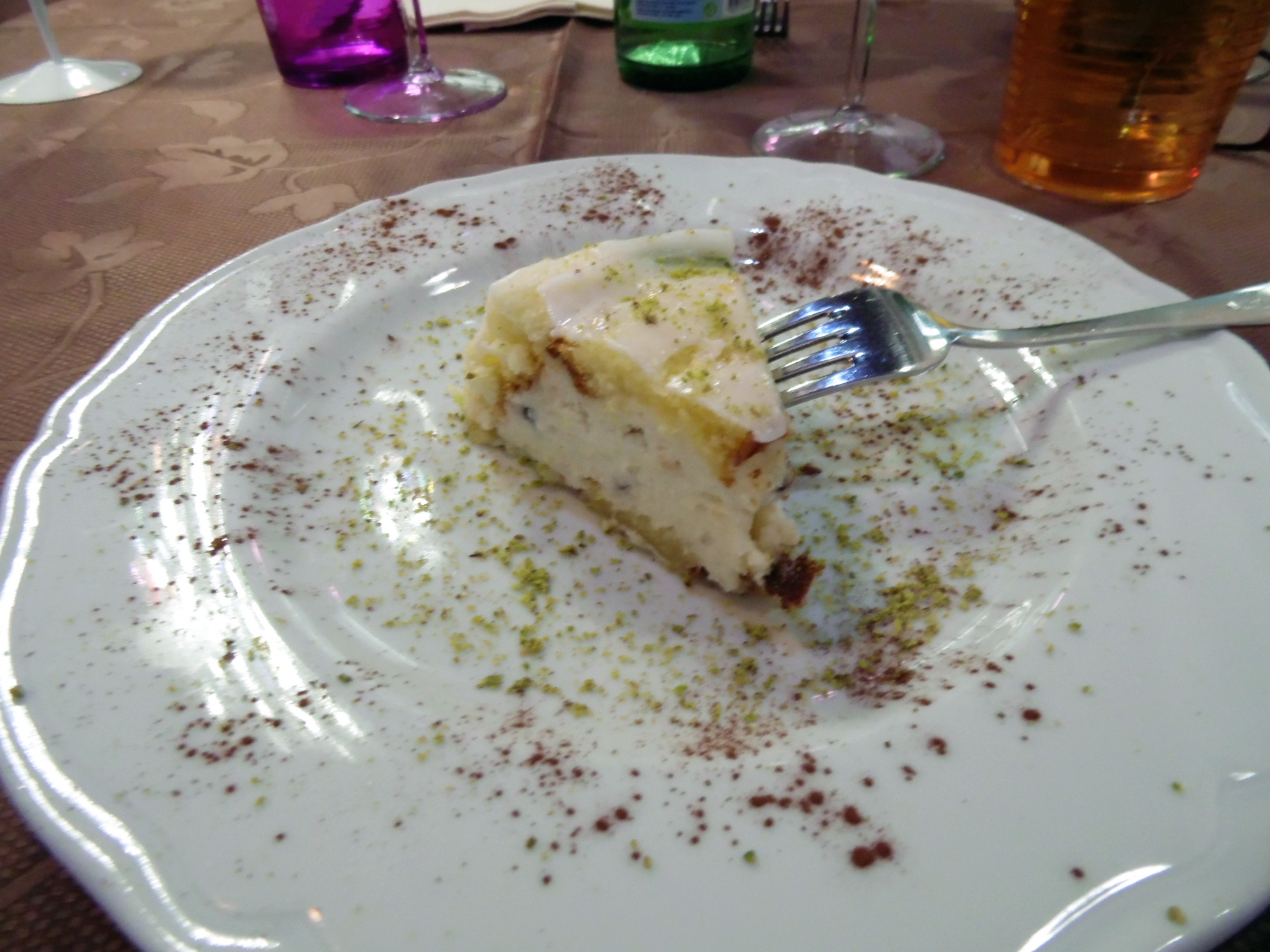
Cassata, Palerm 2016

La cassata (de l'àrab qas'at,) és un pastís de la cuina siciliana a base de ricotta, sucre, pa de pessic, massapà, fruita confitada i sucre de llustre. Tot i ser una recepta simple, existeixen nombroses variants locals, especialment en el seu aspecte exterior a causa de variants d'estil en la decoració d'aquest dolç. Alguns dels ingredients poden ser pistatxos, pinyons, xocolata, canyella, marrasquino o aroma de tarongina. El terme cassata en la llengua italiana també es refereix a un tipus de postres gelats provinent de Nàpols conegut en català com "gelat napolità".
A Argentina el nom de cassata és més freqüentment aplicat a un tipus de gelat que recorda en aspecte a la cassata siciliana, generalment aquest gelat argentí està constituït per diverses capes: una inferior amb fruites picades al natural, altra amb la crema gelada pròpiament dita, sobre aquesta capa una altra de crema (de vegades amb dolç de llet) i a sobre, com a adorn, una fruita confitada.
En l'idioma italià comú (amb assenyalades diferències respecte al calabrès o al sicilià) la paraula cassata variant en aquest cas de cazzata - és un disfemisme (una "grolleria") que es traduiria com "estupidesa" (o alguna cosa molt neci).
A part, a l'Argentina, 'cassata' o 'Cassatero' és un terme utilitzat per assenyalar la vulgaritat o el bast dels gustos o els costums d'una persona o grup social. Així mateix 'cassata friendly' és utilitzat per referenciar l'anterior però sense intencions de menysprear, atacar o ferir la susceptibilitat del receptor de l'adjectiu.